# شله‌باغ
شله‌باغ یک منطقهٔ مسکونی در پاکستان است که در ناحیه قلعه عبدالله واقع شده‌است. شله‌باغ ۲٬۰۴۴ متر بالاتر از سطح دریا واقع شده‌است.